# محمد جمعة (ممثل)
محمد جمعة (9 ديسمبر 1978) ممثل مصري. ولد في الفيوم، بدأ حياته الفنية بعدة أدوار هامشية ببعض الأفلام والمسلسلات مثل مسلسل (أحلام مؤجلة) وفيلم (عن العشق والهوى)، وظل يتدرج في الأعمال حتى عرفه الجمهور وبرز في دوره بمسلسل (هانم بنت باشا)، وذاع صيته بعدها في العديد من المسلسلات الشهيرة مثل (شمس الأنصاري، سيدنا السيد، الركين وخيبر). وفي موسم رمضان عام 2018 قام بالاشتراك في 3 مسلسلات وكان يهتم بالتنوع في الادوار حين لعب دور الشخصية الكوميدية الجادة «عم ضياء» في مسلسل "الوصية"، وهذا كان جزء كبير من نجاح محمد جمعة حيث ان هذه الشخصية جديدة من نوعها علي مكتبة اعمالة والتي تضم ما يقارب 48 عمل فني منها ادوار استثنائية وادوار شرفية وادوار رئيسية.

## البداية
خريج معهد الفنون المسرحية؛ قسم إخراج وتمثيل وكانت بدايته جزئياً عام 1999. يعمل بشكل منتظم في الفن منذ عام 2002، وقد شارك في أعمال عديدة، سأذكر منها على سبيل المثال؛ «لدواعي أمنية» مع «كمال الشناوي» من إخراج محمد فاضل، و«هانم بنت باشا» مع حنان ترك للمخرج سعيد حامد. قد تكون المشكلة في حجم الأدوار التي لم تظهر موهبته ودراسته، ولكن بعد ان حصل عليَّ أدوار لها تأثير؛ استطاع لفت الأنظار له ولعمله وموهبته.

## دوره في هذا المساء
تجربته في مسلسل «هذا المساء» مع المخرج «تامر محسن» كانت فعلًا استثنائية وكانت نقلة جديدة، لكن بحسب تصريحاته قد أعتبر دور «رجب» في مسلسل «الميزان» 2016 هو انطلاقته وبداية لفت أنظار الجمهور لموهبتي كممثل، نظرًا لحجم الدور، ورؤية المخرج أحمد خالد موسى المميزة.

## دوره في مسلسل الوصية
اشترك محمد جمعة في مسلسل الوصية الذي حقق نجاح كبير وانتشار واسع في الدراما المصرية عام 2018، عندما لعب شخصية «عم ضياء» وكانت شخصية كوميدية جادة لها طابع مميز تركه محمد جمعة على الجمهور إلى أن أصبحت بعض حواراته في المسلسل «مقولات» يستخدمها بعض نشاط مواقع التواصل الاجتماعي، وكان المسلسل من بطولة أكرم حسني واحمد امين وريم مصطفي. دور ضياء في مسلسل الوصية حقق أيضا شهرة واسعة في الاعلام والصحف مثل البوابة نيوز، اليوم السابع، الوطن نيوز، مصراوي، والعديد من القنوات الفضائية والمقابلات التلفزيونية، بالإضافة الي لقاءات الراديو واهمها لقاء برنامج 9090.

## الأعمال
- سنو وايت 2025
- سيب وانا اسيب 2023
- المشوار 2022
- جزيرة غمام 2022 (الشيخ يسري)
- النمس والإنس 2021
- نسل الأغراب 2021
- هجمة مرتدة 2021
- البرنس (مسلسل) 2020 (الاُسطا محمود شفيق)
- النهاية 2020
- بنات ثانوي 2020
- شبر ميه 2019 (معتصم)
- ممالك النار (مسلسل) 2019 (حسن بن مرعى)
- طلقة حظ (مسلسل) 2019 (الضابط)
- الوصية 2018 (ضياء)
- الأب الروحي 2018 (رجب)
- أبو عمر المصري 2018 (بحيري)
- أخلاق العبيد 2017 (سعيد)
- الميزان 2015 (رجب)
- الميزان 2014
- سرايا عابدين 2014 (خالد)
- شمس الأنصاري 2012
- عفريت ترانزيت(2020)
- لدواعي أمنية
- الورشة (2021)
- الممر 2012